# Andreas Piekenbrock
Andreas Piekenbrock (* 21. Dezember 1967) ist ein deutscher Jurist und Hochschullehrer.

## Leben
Piekenbrock studierte Rechtswissenschaften an den Universitäten Hamburg, Genf und Freiburg im Breisgau. 1996 wurde er in Freiburg mit einer von Rolf Stürner betreuten rechtsvergleichenden Arbeit zum italienischen Zivilprozess promoviert. Im selben Jahr nahm er die Tätigkeit als Rechtsanwalt in Karlsruhe beim dortigen Landgericht und 2001 beim Oberlandesgericht Karlsruhe auf. 2005 habilitierte sich Piekenbrock mit einer rechtsvergleichenden Studie zum Verjährungsrecht ebenfalls in Freiburg. Es folgten Lehrstuhlvertretungen in Heidelberg, Halle (Saale), Leipzig und Freiburg. 2009 beendete er seine Tätigkeit als Rechtsanwalt und wurde Inhaber des Lehrstuhls für Bürgerliches Recht und Insolvenzrecht an der Ruprecht-Karls-Universität Heidelberg.
Von 2010 bis 2014 war Piekenbrock Studiendekan der Juristischen Fakultät der Universität Heidelberg. Seit 2010 ist er Direktor des Zentrums für anwaltsorientierte Juristenausbildung. Seine Forschungsschwerpunkte liegen im Bankrecht, Insolvenzrecht und Zivilprozessrecht. Seit 2024 ist er Dekan der Juristischen Fakultät der Universität Heidelberg.

## Werke (Auswahl)
- Andreas Piekenbrock: Der italienische Zivilprozeß im europäischen Umfeld. Duncker & Humblot, Berlin 1998, ISBN 3-428-09124-8 (Dissertation).
- Andreas Piekenbrock: Befristung, Verjährung, Verschweigung und Verwirkung – Eine rechtsvergleichende Grundlagenstudie zu Rechtsänderungen durch Zeitablauf. Mohr Siebeck, Tübingen 2008, ISBN 978-3-16-148845-0 (Habilitationsschrift).
- Andreas Piekenbrock, Florian Kienle: ZPO-Examinatorium. 2. Auflage. Vahlen, München 2016, ISBN 978-3-8006-5237-2.